# Bach på Fænø
Bach på Fænø er titlen på Ken Dennings 180x190 cm store oliemaleri fra 2006, der kan ses på Kolding Bibliotek.

Kunstneren fortæller om billedet : 
| Citat | Jeg har min gang på øen Fænø i Lillebælt. Jeg hører ofte Bachs musik når jeg arbejder. Det hjælper. Begge dele er en stor inspiration i mit arbejde. Men på et tidspunkt kunne jeg ikke finde ud af, hvornår det var musikken, der styrede mine forsøg, og hvornår det var landskabet fra Fænø. Det kan jeg stadigvæk ikke. Kun at begge dele, iblandt mine andre erfaringer, blev til det billede der nu hænger på biblioteket, og som bærer titlen: “Bach på Fænø” | Citat |
|       | |       |